# Internationales Forschungs- und Dokumentationszentrum Kriegsverbrecherprozesse

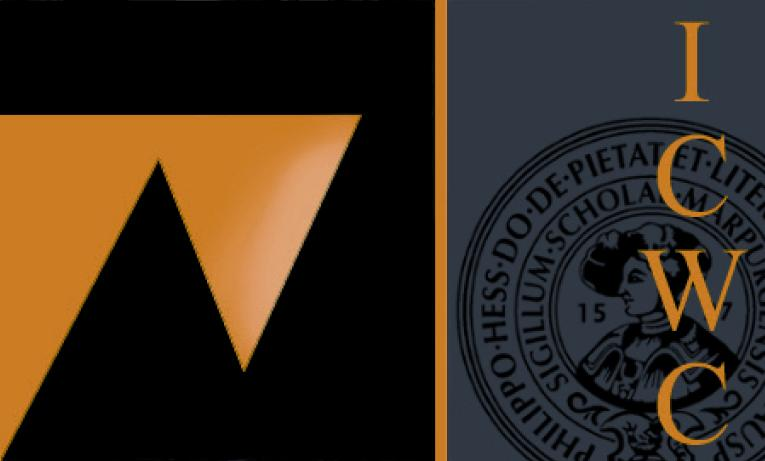
Logo des Internationalen Forschungs- und Dokumentationszentrums Kriegsverbrecherprozesse

Das Internationale Forschungs- und Dokumentationszentrum für Kriegsverbrecherprozesse (ICWC) ist eine an der Philipps-Universität Marburg bestehende wissenschaftliche Einrichtung, die sich aus interdisziplinärer Warte vor allem der Erforschung und Dokumentation von nationalen wie internationalen Kriegsverbrecherprozessen sowie dem Völkerstrafrecht und der Transitional Justice widmet.

## Geschichte
Als „Pilotprojekt der Volkswagenstiftung: Kriegsverbrecherprozesse gegen Deutsche und Japaner“ begann das spätere ICWC seine Tätigkeit im Jahr 2000 am Max-Planck-Institut für europäische Rechtsgeschichte in Frankfurt am Main. Initiatoren waren der damalige Direktor des Frankfurter MPI, Dieter Simon, sowie David Cohen, Leiter des damaligen War Crimes Studies Center der Universität in Berkeley (USA). Im Jahr 2003 wurde das Projekt an der Philipps-Universität Marburg angesiedelt und in ein interdisziplinäres Forschungs- und Dokumentationszentrum umgewandelt, das umfassend Kriegsverbrecherprozesse und ähnliche, vor allem völkerstrafrechtliche, Gerichtsverfahren erfassen und erforschen sollte.
2005 begann die Zusammenarbeit des ICWC mit dem Internationalen Strafgerichtshof (IStGH) in Den Haag im Rahmen des "Legal Tools"-Projekts.
Seit 2008 verfügt das ICWC über eine eigene Satzung.
Ebenfalls seit 2008 veranstaltet das Zentrum anlässlich des Jahrestags seiner Gründung die öffentliche „Marburger Vorlesung zum Völkerstrafrecht“ mit prominenten Gastrednern. Folgende „Marburger Vorlesungen zum Völkerstrafrecht“ fanden bislang statt:
- 2024: Sarah Nouwen („The Question of the Political and the Political Question in International Criminal Law“)
- 2023: Peter Frank („Die Verfolgung von Völkerrechtsverbrechen in Deutschland aus der Perspektive der Bundesanwaltschaft“)
- 2022: Mark A. Drumbl („Women and Atrocity: Beyond Simplistic Caricatures“)
- 2019: Sabine Andresen ("Gesellschaftliche Aufarbeitung von Unrecht gegen Kinder und Gerechtigkeit")
- 2018: Kimberly Prost
- 2017: Wolfgang Huber ("Die kulturelle Dimension des Genozids")
- 2016: Christoph Safferling („Die Akte Rosenburg“ – Das Bundesministerium der Justiz und die NS-Zeit)
- 2015: Bertram Schmitt („Das Verfahrensrecht des Internationalen Strafgerichtshofs“)
- 2014: Andreas Wirsching („Verteidiger der Unmenschlichkeit? Schwierigkeiten der Verteidigung in Kriegsverbrecherprozessen in Deutschland nach 1945“)
- 2013: Udo di Fabio („Die Strafgewalt der Weltgesellschaft“)
- 2012: Heiner Bielefeldt („Politische Vertrauensbildung durch Religionsfreiheit“)
- 2011: Andreas Paulus („Das Verhältnis zwischen Völkerrecht und Völkerstrafrecht am Beispiel des Angriffskriegs“)
- 2010: Manfred Görtemaker („Rudolf Heß in Nürnberg – Der Prozess gegen die Hauptkriegsverbrecher des NS-Regimes 1945/46“)
- 2009: Kai Ambos („Kolumbien als Beispiel von Transitional Justice“)
- 2008: Edgar Wolfrum („NS-Kriegsverbrecherprozesse und die geschichtspolitische Kultur der Bundesrepublik Deutschland“)

Weitere seit vielen Jahren vom ICWC durchgeführte Veranstaltungen sind u. a. die monatlichen interdisziplinären Zentrums-Kolloquien. Auf ihnen stellen vor allem Nachwuchswissenschaftler oder ausländische Gäste ihre aktuellen Forschungen vor und diskutieren sie mit den Zentrumsmitgliedern und der interessierten Öffentlichkeit. In unregelmäßigen Abständen richtet das ICWC auch große internationale Konferenzen in Marburg aus.
Im Jahr 2011 wurde ein „Verein zur Förderung des Forschungs- und Dokumentationszentrums Kriegsverbrecherprozesse an der Philipps-Universität Marburg e. V.“ gegründet.
Ende 2013 trat eine neue Satzung für das Zentrum als eigenständige und fachbereichsfreie wissenschaftliche Einrichtung an der Philipps-Universität in Kraft.

## Personen
Die Interdisziplinarität des Zentrums spiegelt sich auch in seiner personellen Besetzung wider. So wird es traditionell von zwei Direktoren bzw. Direktorinnen geleitet, die unterschiedlichen Fachbereichen angehören. Seit 2017 steht Stefanie Bock, Professorin für Strafrecht und Strafprozessrecht, dem Zentrum als Geschäftsführende Direktorin vor. Ihr Stellvertreter ist der Marburger Zeithistoriker Professor Eckart Conze. Er übt die Leitung bzw. stellvertretende Leitung des Zentrums bereits seit 2010 aus; bis 2015 im Wechsel mit dem Juristen Christoph Safferling, der in Marburg die Professur für Strafrecht, Strafprozessrecht, Internationales Strafrecht und Völkerrecht innehatte. Geschäftsführer des ICWC ist seit 2023 Dr. Henning de Vries; zuvor hatte Dr. Wolfgang Form diese Position inne.
Beratend steht der Zentrumsleitung ein ebenfalls interdisziplinär zusammengesetzter internationaler wissenschaftlicher Beirat zur Seite. Mitglieder sind Edgar Wolfrum (Ruprecht-Karls-Universität Heidelberg), Tobias Hermann (Bundesarchiv), Rebecca Witmann (University of Toronto) und Claus Kreß (Universität zu Köln). Bis zu seinem Tod war auch der erste deutsche Richter am IStGH, Hans-Peter Kaul, Mitglied dieses Gremiums.
Auch die am Zentrum vor allem in Promotionsprojekten tätigen Wissenschaftlichen Mitarbeiter, die die Forschungsarbeit des ICWC prägen, repräsentieren verschiedene Fachrichtungen. Dabei waren bislang neben der Rechts- und der Geschichtswissenschaft auch unterschiedliche Sozial- und Geisteswissenschaften vertreten. Gleiches gilt für die internationalen Gäste, die das Zentrum für Forschungsaufenthalte nutzen, insbesondere um in den dokumentarischen Beständen zu recherchieren. Eine besonders enge Zusammenarbeit verbindet das Zentrum mit dem ebenfalls in Marburg angesiedelten Zentrum für Konfliktforschung.

## Forschung
Eines der wichtigsten Ziele des ICWC ist es, völkerstrafrechtliche – auch historische – Gerichtsverfahren zum Gegenstand aktueller Forschungen zu machen. Am ICWC wird in unterschiedlichen Arbeitsbereichen geforscht.
Eines der am stärksten untersuchten Themen ist seit langem der Zweite Weltkrieg. Dabei wird das europäische, zunehmend aber auch besonders das asiatisch-ozeanische Kriegsgeschehen in den Blick genommen. Beispiele für Projekte in diesem Bereich sind z. B. Untersuchungen zum US-amerikanischen Filmprojekt zum Nürnberger Hauptkriegsverbrecherprozess (Medienwissenschaft), zur Rolle der Sowjetunion in diesem Prozess, zum Obersten Gerichtshof für die Britische Zone (OGH-BZ), zu NS-Prozessen in der französischen Besatzungszone Deutschlands sowie zur strafrechtlichen Verfolgung und gesellschaftlichen Wahrnehmung von weiblichen Angeklagten in Kriegsverbrecherprozessen der Nachkriegszeit.
Weitere Forschungsschwerpunkte sind oder waren das Völkerstrafprozessrecht und allgemeine oder spezielle Fragen der Transitional Justice, wobei hierbei in Marburg besonderes Augenmerk auf Fragen der Opferbeteiligung in Gerichtsprozessen gelegt wird. Eines der Beispiele, die hierbei näher erforscht wurden, ist die innovative Praxis der Opferbeteiligung am kambodschanischen Rote-Khmer-Tribunal (Extraordinary Chambers in the Courts of Cambodia). Auch darüber hinaus ist dieses hybride Gericht Gegenstand verschiedener Projekte am ICWC gewesen.
In jüngerer Zeit sind unter anderem völkerstrafrechtsgeschichtliche Projekte zur Genese des Völkermord-Tatbestandes und zu den Protagonisten seiner Entwicklung hinzugekommen. Daneben arbeiten Forscher des ICWC verstärkt zu Fragen der Strafverteidigung in Kriegsverbrecherprozessen, etwa zu Adolf Eichmanns Rechtsanwalt Robert Servatius.
Insgesamt will das ICWC einen vielseitigen und interdisziplinären wissenschaftlichen Zugriff auf historische und aktuelle Phänomene der Makrokriminalität leisten, z. B. durch Forschungen zum in Deutschland bislang wenig beachteten Problem der Kriminologie von Staatsverbrechen („State Crime“) oder durch vergleichende Untersuchungen etwa zum Umgang mit genozidaler Massengewalt in Deutschland, Ruanda und Kambodscha.
Weitere aktuelle interdisziplinäre Forschungsschwerpunkte des ICWC sind die Projekte „Grenzen und Grenzüberschreitungen militärischer Gewalt“, „Alfried Krupp und der Nationalsozialismus“, „Der Todesmarsch nach Palmnicken“ sowie „Gender im Völkerstrafrecht“. Der Forschungsbetrieb des Zentrums lebt dabei von der engen Einbindung von Studierenden, Promovierenden, Postdocs und Professoren.

## Dokumentation
Neben der Forschung stellt die Dokumentationstätigkeit das Hauptarbeitsgebiet des Zentrums dar. Am ICWC werden neben Rechtsquellen und den Akten zum Nürnberger Prozess gegen die Hauptkriegsverbrecher auch Dokumente zu weiteren militärgerichtlichen Verfahren der Alliierten sowohl in Europa als auch in Fernost gesammelt, digitalisiert und in einer Datenbank zugänglich gemacht.

## Internationale Kooperationen

### Allgemein
Neben den in Marburg veranstalten Konferenzen ist das ICWC laufend an der Organisation internationalen wissenschaftlichen Austauschs und häufig an der Durchführung großer internationaler Tagungen andernorts beteiligt. Über die Jahre hat sich ein großes Netz wissenschaftlicher Kooperationspartner im In- und Ausland aufgebaut. Dazu zählen das Bundesarchiv, das Französische Militärarchiv Le Blanc, das Max-Planck-Institut für europäische Rechtsgeschichte und das Fritz Bauer Institut in Frankfurt am Main, das Militärhistorische Museum der Bundeswehr in Dresden, der „Arbeitskreis Völkerstrafrecht“, das Exzellenzcluster „Asien und Europa im globalen Kontext“ an der Ruprecht-Karls-Universität Heidelberg, die Freie Universität Berlin, die Unabhängige Historikerkommission zur Aufarbeitung der Geschichte des Auswärtigen Amts in der Zeit des Nationalsozialismus (bekannt durch die Studie „Das Amt“), das Deutsche Historische Institut in Rom, die Zentrale Österreichische Forschungsstelle Nachkriegsjustiz, das Willy-Brandt-Zentrum Breslau, das frühere War Crimes Studies Center an der Universität Berkeley (USA), die Bryant University (Rhode Island (USA)) und die Murdoch University (Perth/Australien) sowie die Australian National University (Canberra). Ein weiteres Beispiel ist die deutsch-chinesische Zusammenarbeit mit der Akademie für Gesellschaftswissenschaften im chinesischen Harbin sowie mit den ebenfalls dort ansässigen Forschungsinstitut, Museum und Gedenkstätte zur Geschichte der „Einheit 731“. Daneben kooperiert das ICWC mit unterschiedlichsten Gedenkstätten in Deutschland, u. a. der KZ-Gedenkstätte Neuengamme in Hamburg und der KZ-Gedenkstätte Flossenbürg.
An Konzeption und Aufbau der Internationalen Akademie Nürnberger Prinzipien war das ICWC unmittelbar beteiligt, auch mit dem Memorium Nürnberger Prozesse wird zusammengearbeitet.
Das ICWC beteiligte sich mit seinen Erfahrungen in der Dokumentationsarbeit maßgeblich an dem umfangreichen Projekt „A century of pioneering case-law. A digital database of Belgian precedents of international justice, 1914-2014“. In diesem Projekt ging es vor allem um die Erfassung und Digitalisierung belgischer Kriegsverbrecherprozesse aus Vergangenheit und Gegenwart. Hieran arbeiteten diverse internationale Forschungseinrichtungen mit, neben dem ICWC vor allem belgische Universitäten.

### Kooperation mit dem Internationalen Strafgerichtshof („Legal Tools“)
Seit 2005 besteht zwischen dem ICWC und dem Internationalen Strafgerichtshof (IStGH) in Den Haag (Niederlande) eine Zusammenarbeit. Seither beteiligt sich das ICWC am „Legal Tools“-Programm des IStGH. Dabei geht es um die Erstellung einer virtuellen völkerstrafrechtlichen Bibliothek mit integrierter Datenverwaltungssoftware. Diese soll dem Gerichtshof ermöglichen, für seine Rechtsfindung umfassend (auch historisches) Material heranzuziehen. Hierfür arbeitet das ICWC insbesondere historische Gerichtsverfahren auf und stellt dem IStGH deren Prozessakten sowie Metadaten für die praktische Arbeit zur Verfügung. Das ICWC bringt so seine rechtshistorische Kompetenz in das Projekt ein. Die in Marburg erarbeiteten Informationen sollen dem Gerichtshof unter anderem dazu dienen, die Ahndung der Straftaten Völkermord, Verbrechen gegen die Menschlichkeit und Kriegsverbrechen international besser vergleichen zu können. Die Arbeit fand bzw. findet im Forschungs-Verbund mit dem Norwegian Center for Human Rights in Oslo, den Universitäten Nottingham und Durham (beide in England) und Graz (Österreich) sowie dem Asser Institute (Niederlande) statt.

## Prozessbeobachtung vor nationalen und internationalen Gerichten („Trial-Monitoring“)
Seit 2010 bietet das ICWC einen deutschlandweit einzigartigen Ausbildungsgang an, durch den Studierende sich als internationaler Prozessbeobachtern („Trial-Monitor“) qualifizieren können. Das Projekt trägt den Titel „ICWC Trial-Monitoring Programme“. Die fachliche Leitung liegt bei ICWC-Direktorin Stefanie Bock, die damit den früheren Marburger Strafrechtslehrern Christoph Safferling, Hauke Brettel und Ken Eckstein folgte. Ins Leben gerufen wurde das Programm allerdings durch eine studentische Initiative. Im Jahr 2017 wurde das Projekt vom Hessischen Ministerium für Wissenschaft und Kunst mit dem Hessischen Hochschulpreis für Exzellenz in der Lehre ausgezeichnet.
Die ausgebildeten Trial-Monitors sollen Gerichtsverfahren neutral beobachten und deren Ablauf dokumentieren. Mit dem gesammelten Material sollen sie die Verfahren anschließend unter wissenschaftlichen Kriterien auswerten und die Beobachtungen und Ergebnisse der Öffentlichkeit zur Verfügung stellen. Neben der praktischen Beobachtungstechnik liegt das Hauptgewicht der Ausbildung darin, den Studierenden Hintergrundwissen, insbesondere im Völkerstrafrecht, im Strafprozessrecht und in Kriminologie zu vermitteln.
Das Programm verfolgt mehrere Ziele: Erstens soll die Rechtsstaatlichkeit von Gerichtsverfahren überprüfbar gemacht werden und zwar für die allgemeine Öffentlichkeit ebenso wie für die Wissenschaft. Dabei liegt ein besonderes Augenmerk auf der Wahrung der Angeklagtenrechte. In der rein objektiven Nachprüfbarkeit der Einhaltung von Verfahrensstandards erschöpft sich der Sinn des Projekts aber nicht. Es soll auch selbst direkt dazu beitragen, dass rechtsstaatliche Vorgaben eingehalten werden, indem allein durch die Anwesenheit der Prozessbeobachter während der Verhandlung ein gewisser Transparenz- und Beobachtungsdruck auf die Verfahrensbeteiligten entsteht. Zudem soll die Erstellung umfassender Monitoring-Berichte allgemein dazu dienen, Quellen für weitere spätere wissenschaftliche Befassung mit den Verfahren zu schaffen.
Die Marburger Monitoring-Ausbildung ist dabei im Kontext des Völkerstrafrechts angesiedelt. Da es sich beim Völkerstrafrecht um ein recht junges Rechtsgebiet handelt, das häufig in sehr heterogenen und internationalen Zusammenhängen verhandelt wird, wird hier ein solches Monitoring als besonders wichtig erachtet. So beteiligte sich das ICWC mit Unterstützung des deutschen Bundesministeriums der Justiz und für Verbraucherschutz auch an der professionellen Dokumentation und Beobachtung der Verfahren am „Rote-Khmer-Tribunal“, den Extraordinary Chambers in the Courts of Cambodia in Phnom Penh (Kambodscha). Ein weiterer Schwerpunkt des Marburger Trial-Monitorings liegt in der Beobachtung und Auswertung von Verfahren vor dem Staatsschutzsenat des Oberlandesgerichts Frankfurt am Main und gegebenenfalls auch zugehöriger Revisionsverfahren vor dem Bundesgerichtshof. Ausgangs- und Schwerpunkt war hierbei das Völkermord-Verfahren gegen den in Deutschland lebenden ehemaligen ruandischen Bürgermeister Onesphore Rwabukombe. Dieses Verfahren war als völkerstrafrechtliches Großverfahren für deutsche Gerichte neuartig und besonders. Vor allem stellte sich die Frage, inwieweit ein solches Verfahren mit den Mitteln des hergebrachten deutschen Strafprozessrechts zu bewältigen ist. Die Monitoring-Berichte sind hier auch als Hilfsmittel zur Beantwortung dieser Frage gedacht.

## Lehre
Seit Jahren im Ausbau begriffen ist ein inzwischen umfangreiches Lehrangebot der am Zentrum beteiligten Wissenschaftlern. Das ICWC ermöglicht den Studierenden eine facettenreiche und fächerübergreifende Ausbildung im völkerstrafrechtlichen Bereich. Dabei engagieren sich Dozenten aus dem Kreis des ICWC vor allem in Studiengängen der Rechtswissenschaft, Geschichtswissenschaft, Friedens- und Konfliktforschung, Politikwissenschaft und Medienwissenschaft. Auch hier liegt ein Schwerpunkt in der Ausbildung im Völkerstrafrecht, seiner aktuellen Dogmatik und seiner Geschichte, sowie im Bereich der Transitional Justice. Auf Basis dieser mehrjährigen interdisziplinären Zusammenarbeit zwischen dem ICWC und den Fachbereichen Rechtswissenschaften, Geschichte und Kulturwissenschaften sowie Gesellschaftswissenschaften und Philosophie wird seit dem Wintersemester 2020/2021 an der Philipps-Universität Marburg der fachübergreifende und innovative Masterstudiengang „Internationale Strafjustiz: Recht, Geschichte, Politik“ (ICJ) mit dem Abschluss Master of Arts (M.A.) angeboten.
Besondere Lehrformate, z. B. Sommerschulen, in Kooperation mit anderen Universitäten werden bislang zu Viktimologie, zu Kriminologie von Staatsverbrechen und zu Menschenrechten mitveranstaltet. Neben der Interdisziplinarität bemüht sich das ICWC besonders um eine praxisbezogene Lehre, etwa in Form von öffentlichen Ringvorlesungen (so etwa 2015/16 zu „ 70 Jahre Nürnberger Prozess“ und 2023 zum Thema "Gender im Völkerstrafrecht"), Planspielen, Moot Courts, Simulationen oder Wettbewerben. Beispiele sind die regelmäßige Teilnahme etwa am Model International Criminal Court der Kreisau-Initiative e. V. in Krzyżowa (Polen) oder am Nuremberg Moot Court im „Saal 600“ des Nürnberger Justizpalastes. Aufwändigstes Lehrformat an der Schnittstelle zwischen Wissenschaft und Praxis ist das Monitoring-Ausbildungsprogramm mit eigenem zertifizierten Abschluss. Schließlich ermöglicht das ICWC den Studierenden immer wieder Exkursionen zu völkerstrafrechtlich wichtigen Institutionen etwa in Den Haag oder Nürnberg, aber auch Studienreisen z. B. nach Kambodscha.